# Přísná přírodní rezervace Lagodechi
Přírodní rezervace Lagodechi (gruzínsky ლაგოდეხის სახელმწიფო ნაკრძალი, lagodechis sachelmzipo nakrdzali) je přírodní rezervace se stupněm ochrany Ia podle IUCN (přísná přírodní rezervace) v kraji Kachetie ve východní části Gruzie na jižním svahu Velkého Kavkazu, při trojmezí Gruzie, Ruska a Ázerbájdžánu.
Je současně nejstarší chráněnou oblastí na celém Kavkazu a v bývalém Sovětském svazu.

## Historie
Rezervace byla založena roku 1912 z rozhodnutí Ruské akademie věd na rozloze 3 500 ha v soutěskách Lagodechi a Šromischevi na základě návrhu ruského botanika Nikolaje Kuzněcova (1864–1932), který usiloval o ochranu zde přítomné rozmanité kavkazské flóry. Využití jako zemědělské půdy, lov a kácení stromů je od té doby zakázáno. V roce 1934 byl park rozšířen na 17 688 ha, později na současných 24 451 ha.

## Geografie
Z celkové rozlohy je 72 % pokryto lesy. Kopce a hory s různými nadmořskými výškami(450-3484 m), ostře proměnný reliéf krajiny s různě strmými svahy a hlubokými údolími nabízí neobvyklou různorodost flóry.
Největším jezerem je Šaviklde o hloubce 14 m s rozlohou 21 ha. Poblíž hranice s Ázerbájdźánem, v soutěsce Mazimi, se nachází středověká pevnost Tamara (též zvaná Mači).
Vzdálenost od Tbilisi je 160 km.

## Podnebí
Podnebí se mění podle nadmořské výšky. V nízkých polohách je vlhké subtropické, ve vyšších polohách mírné. Léta jsou teplá s průměrnými teplotami v červenci 20 až 23 °C. Zima je mírná, ale na sněhové srážky bohatá s lednovými teplotami 0 až -4 °C. Průměrné srážky činí 1 070 mm ročně, relativní vlhkost vzduchu je 75 až 80 %.

## Flóra a fauna
V rezervaci se vyskytuje téměř 1 500 druhů rostlin. Rezervace se člení do různých vegetačních zón: Vegetační zóna v rozmezí nadmořských výšek 300 až 2 500 m včetně subalpinské zóny s jezery z doby ledové, sirnými prameny a hustými listnatými lesy je obývána sovami, sokolem stěhovavým, kozorožcem dagestánským (capra caucasica cylindricornis), jelenem maralem, srncem obecným,rysem ostrovidem, prasetem divokým, vlkem, jezevcem, liškou, kočkou divokou lesní kavkazskou (felis silvaticus caucasicus) a medvědem hnědým. Alpinskou zónu v nadmořské výšce od 2 500 až po téměř 3 500 m s převažující stepí s alpinskými bylinami obývají velká stáda kamzíků, orel skalní a orlosup bradatý.
Celkem čítá fauna 42 druhy savců, 120 druhů ptáků, 13 druhů plazů, 4 druhy obojživelníků a 1300 druhů hmyzu. K ptákům patří velekur kavkazský (tetraogallus caucasicus) a tetřívek obecný.

## Turistika
Vjezd aut není povolen. Návštěvníci jsou odkázání na pěší nebo jezdecké výpravy. Kromě stanování je možné nocovat v jednom penziónu přímo v rezervaci v meteorologické stanici Lagodechi v nadmořské výšce 2 000 m. Správa rezervace nabízí výlety s průvodcem včetně přenocování a jízdy na koni. Ve městě Lagodechi ležícím jižně od rezervace jsou různé hotely, restaurace a kavárny.